# 冀东
冀東，特指冀東平原灤河流域，屬今河北省東北部唐山市一帶，是抗日戰爭時期極常見的地名，1949年後基本只用作既有歷史名詞。
与冀东相邻的即平西、平北。1939年1月，中共中央北方局会同晋察冀军区组建中共冀热察区委员会和八路军冀热察挺进军。挺进军司令员萧克提出巩固平西抗日根据地、坚持冀东游击战争、开辟平北新的游击根据地的新任务。简称为“巩固平西，坚持冀东，开辟平北”。